# Mahmood
Alessandro Mahmoud (* 12. září 1992), známější jen jako Mahmood, je italský zpěvák, rapper a skladatel egyptského původu. Je dvojnásobným vítězem hudebního festivalu v Sanremu, v roce 2019 vystoupil na soutěži Eurovize, kde s písní "Soldi" získal druhé místo. Tentýž rok získal ocenění MTV Europe Music Award pro nejlepší italský počin.
Spolu se zpěvákem Blancem bude zastupovat Itálii na Eurovizi 2022 v Turíně s písní "Brividi".

## Život a kariéra
Alessandro Mahmoud se narodil v Milánu matce ze sardinského města Orosei a egyptskému otci. Rodiče se během jeho dětství rozvedli a Alessandro vyrůstal s matkou v chudobných poměrech ve čtvrti Gratosoglio. Od dvanácti let docházel na hodiny zpěvu a hry na klavír a účastnil se místních pěveckých soutěží. Po maturitě na jazykově zaměřeném lyceu začal studovat na milánské hudební škole Centro Professione Musica, kde se seznámil se svým pozdějším manažerem Andreou Rodinim a dalšími hudebníky, kteří sehráli roli v jeho následné kariéře.

### 2012–2018: Počátky, X-Factor
V roce 2012 se Alessandro zúčastnil šesté řady italského X-Factoru, v níž se dostal do finálových kol. O rok později – poprvé pod uměleckým jménem Mahmood – vydal debutový singl "Fallin' Rain". Koncem roku 2015 se poprvé zúčastnil věhlasného písňového festivalu Sanremo. S autorským singlem "Dimentica" soutěžil v nováčkovské kategorii Nuove Proposte a obsadil čtvrté místo.
V červenci 2017 vydal singl "Pesos". Kromě vlastní tvorby začal psát písně pro další italské interprety, podílel se mimo na platinovém singlu "Nero Bali" (Elodie, Michele Bravi a Gué Pequeno) či několika písní z alba Atlantico zpěváka Marca Mengoniho.

### 2018–2020: AlbumGioventù bruciata, festival Sanremo a Eurovize
Debutové EP Gioventù bruciata vyšlo v září 2018, předznamenával ho dubnový singl "Uramaki", s nímž Mahmood zvítězil na soutěži Italian Music Festival.
V prosinci se zúčastnil pořadu Sanremo Giovanni, coby jeden ze dvou vítězů postoupil do kategorie Campioni ("Šampioni") devětašedesátého ročníku festivalu Sanremo. V něm 9. února zvítězil se soutěžní písní "Soldi", která pojednává o jeho problematickém vztahu s egyptským otcem. EP Gioventù bruciata následně nově vyšlo v rozšířené podobě coby plnohodnotné album. Týden po vydání se vyhouplo do čela italské hitparády a získalo platinovou desku. Stejný úspěch slavila píseň "Soldi" v žebříčku singlů.
Mahmood po vítězství v Sanremu přijal nabídku veřejnoprávní televize Rai zastupovat Itálii na Eurovision Song Contest 2019 v izraelském Tel Avivu. Ve finále soutěže skončil druhý za Duncanem Laurencem z Nizozemska, nejvyšší hodnocení získal v diváckém hlasování v Chorvatsku, Španělsku, Švýcarsku a na Maltě, první místo mu přiřkly také odborné poroty z šesti zemí.
Píseň "Soldi" se po Eurovizi umístila v mnoha evropských hitparádách, první místa zaznamenala v žebříčcích v Izraeli, Řecku a Litvě, do nejlepší desítky se dále dostala na Islandu, v Lucembursku, Španělsku, Švédsku a Švýcarsku. Značný úspěch sklidila také na streamovacích platformách: oficiální videoklip k prosinci 2021 čítá na YouTube přes 187 milionů zhlédnutí, samotná píseň se v říjnu 2019 stala se 122 miliony přehráními nejposlouchanější písní v historii Eurovize na Spotify. Teprve počátkem roku 2021 ji překonal vítězný singl "Arcade" Duncana Laurence. Na stejné platformě se také stala nejposlouchanější italskou písní všech dob.
Březnový singl "Calipso", na němž Mahmood spolupracoval s Charliem Charlesem, Dardustem, Sferem Ebbastou a Fabrim Fibrou, získal dvojnásobnou platinovou desku za prodej jednoho sta tisíce kopií. Po Eurovizi zpěvák hojně vystupoval na italských festivalech i v zahraničí. Jako vůbec první italský interpret například vystoupil na populárním švédském festivalu Sommarkrysset, dále se představil na Los40 Pop ve španělském Toledu, v Itálii mimo jiné předskakoval na koncertě zpěvačky Lauryn Hill. Na přelomový úspěch "Soldi" navázal v srpnu singlem "Barrio". V závěru roku získal ocenění MTV Europe Music Award pro nejlepší italský počin.

### 2020–současnost: album Ghettolimpo a Eurovize 2022
V zimě 2021 Mahmood postupně vydal singly "Rapide" a "Inuyasha" z druhého studiového alba, oba se umístily v nejlepší pětce italského žebříčku. Samotné album Ghettolimpo vyšlo 11. června 2021 a obsadilo druhé místo hitparády. Propagaci alba Mahmood podpořil letním turné po Itálii.
V únoru 2022 se opět úspěšně zúčastnil festivalu Sanremo, tentokrát spolu se zpěvákem Blancem a písní "Brividi", která se umístila první v hlasování diváků i odborné poroty. V květnu bude dvojice zastupovat Itálii na Eurovizi 2022 v Turíně. Vítězný singl se po ihned po vydání stal nejstreamovanější skladbou italského žebříčku Spotify za dvacet čtyři hodin s více než třemi miliony přehrání.

### Hudební styl, inspirace a obraz v médiích
Navzdory egyptskému původu Mahmood nemluví egyptsky, plynně však ovládá sardinštinu, a sardinskou kulturou se inspiruje v hudební tvorbě. Své písně Mahmood označuje jako tzv. "Moroccan pop" (marocký pop), pomocí této kolonky se vyhýbá klasickému žánrovému zařazení. Za rané hudební vzory označuje kapelu The Fugees a zpěváky Stevieho Wondera a Prince, později během studia se inspiroval mimo jiné italskými interprety Luciem Dallou, Luciem Battistou či Paolem Contem. Kromě moderní italské a světové hudby zmiňuje zásadní vliv klasické, egyptské a arabské hudby, a především hudby arabských přistěhovalců v Itálii. Za vzory mezi svými současníky označuje Franka Oceana, Jazmine Sullivanovou, Travise Scotta, Yoanna Lemoineho, Beyoncé, Rosalíu, Fabriho Fibru či Marracashe.
Mahmood se vyhýbá škatulkám v oblasti národnosti a sexuality: "Oznámit, že jste gay, nikam nevede. Dokud budeme jeden druhého tímto stylem rozlišovat, lidé na světě nebudou homosexualitu nikdy považovat za normální věc, přestože jí je." V roce 2021 Mahmood v rozhovoru na otázku ohledně vlastní sexuální orientace odpověděl pouze, že je "šťastně zadaný". Po vítězství na festivalu v Sanremu italská bulvární média pravidelně spekulují o jeho milostném životě.
O zpěvákově výrazném úspěchu na italské i mezinárodní hudební scéně napsali mimo jiné časopisy Vanity Fair, Vogue či Time. Známý je také vytříbenou vizuální estetikou, mimo jiné nabouráváním stereotypů maskulinity. Ve své tvorbě pravidelně využívá popkulturní odkazy, především na anime. V návaznosti na vítězství v Sanremu si řada médií všimla také odmítavé reakce některých italských populistických politiků, především pak vicepremiéra Matea Salviniho, známého antiimigrační rétorikou. Publicisté nebývalý úspěch Mahmoodovy etnicky komplexní tvorby označují naopak za novou kapitolu v diskuzi o multikulturním soužití a integraci.
Na YouTube čítaly videoklipy zpěvákových singlů ke konci roku 2021 téměř pět set milionů zhlédnutí. Je považován za jednoho z nejvýraznějších italských interpretů nové generace. Téměř bezvýhradně italskou tvorbu doplňuje pouze textovými vsuvkami v arabštině, angličtině či španělštině.

## Diskografie

### Studiová alba
| Název             | Podrobnosti                             | Nejvyšší umístění | Nejvyšší umístění | Nejvyšší umístění | Nejvyšší umístění | Nejvyšší umístění | Ocenění                   |
| Název             | Podrobnosti                             | Itálie            | Norsko            | Španělsko         | Švédsko           | Švýcarsko         | Ocenění                   |
| ----------------- | --------------------------------------- | ----------------- | ----------------- | ----------------- | ----------------- | ----------------- | ------------------------- |
| Gioventù bruciata | Vydáno 22. února 2019 (Island Records)  | 1                 | 18                | —                 | 34                | 34                | 1x platinová deska (FIMI) |
| Ghettolimpo       | Vydáno 11. června 2021 (Island Records) | 2                 | —                 | 80                | —                 | 24                | 1x zlatá deska (FIMI)     |

### Singly
| Název                                                                   | Rok  | Nejvyšší umístění | Nejvyšší umístění | Nejvyšší umístění | Nejvyšší umístění | Nejvyšší umístění | Nejvyšší umístění | Nejvyšší umístění | Nejvyšší umístění | Nejvyšší umístění | Nejvyšší umístění | Nejvyšší umístění | Nejvyšší umístění  | Ocenění                                                                        | Album                               |
| Název                                                                   | Rok  | Itálie            | Rakousko          | Francie           | Německo           | Řecko             | Irsko             | Nizozemsko        | Norsko            | Španělsko         | Švédsko           | Švýcarsko         | Spojené království | Ocenění                                                                        | Album                               |
| ----------------------------------------------------------------------- | ---- | ----------------- | ----------------- | ----------------- | ----------------- | ----------------- | ----------------- | ----------------- | ----------------- | ----------------- | ----------------- | ----------------- | ------------------ | ------------------------------------------------------------------------------ | ----------------------------------- |
| "Fallin' Rain"                                                          | 2013 | —                 | —                 | —                 | —                 | —                 | —                 | —                 | —                 | —                 | —                 | —                 | —                  | —                                                                              | —                                   |
| "Dimentica"                                                             | 2016 | —                 | —                 | —                 | —                 | —                 | —                 | —                 | —                 | —                 | —                 | —                 | —                  | —                                                                              | —                                   |
| "Pesos"                                                                 | 2017 | —                 | —                 | —                 | —                 | —                 | —                 | —                 | —                 | —                 | —                 | —                 | —                  | —                                                                              | —                                   |
| "Luna" (feat. Fabri Fibra)                                              | 2017 | —                 | —                 | —                 | —                 | —                 | —                 | —                 | —                 | —                 | —                 | —                 | —                  | —                                                                              | Fenomeno – Masterchef (Fabri Fibra) |
| "Uramaki"                                                               | 2018 | 86                | —                 | —                 | —                 | —                 | —                 | —                 | —                 | —                 | —                 | —                 | —                  | —                                                                              | Gioventù bruciata                   |
| "Milano Good Vibes"                                                     | 2018 | —                 | —                 | —                 | —                 | —                 | —                 | —                 | —                 | —                 | —                 | —                 | —                  | —                                                                              | Gioventù bruciata                   |
| "Asia occidente"                                                        | 2018 | —                 | —                 | —                 | —                 | —                 | —                 | —                 | —                 | —                 | —                 | —                 | —                  | —                                                                              | Gioventù bruciata                   |
| "Gioventù bruciata"                                                     | 2018 | 40                | —                 | —                 | —                 | —                 | —                 | —                 | —                 | —                 | —                 | —                 | —                  | 1x zlatá deska (FIMI)                                                          | Gioventù bruciata                   |
| "Soldi"                                                                 | 2019 | 1                 | 12                | 67                | 32                | 1                 | 65                | 16                | 16                | 5                 | 8                 | 5                 | 73                 | 4x platinová deska (FIMI) 2x platinová deska (PROMUSICAE) 1x zlatá deska(SNEP) | Gioventù bruciata                   |
| "Calipso" (feat. Charlie Charles, Dardust, Sfera Ebbasta & Fabri Fibra) | 2019 | 1                 | —                 | —                 | —                 | —                 | —                 | —                 | —                 | —                 | —                 | —                 | —                  | 1x platinová deska (FIMI)                                                      | —                                   |
| "Barrio"                                                                | 2019 | 4                 | —                 | —                 | —                 | 61                | —                 | —                 | —                 | —                 | —                 | —                 | —                  | 2x platinová deska (FIMI)                                                      | —                                   |
| "Rapide                                                                 | 2020 | 5                 | —                 | —                 | —                 | —                 | —                 | —                 | —                 | —                 | —                 | —                 | —                  | 2x platinová deska (FIMI)                                                      | Ghettolimpo                         |
| "Moonlight popolare" (feat. Massimo Pericolo)                           | 2020 | 3                 | —                 | —                 | —                 | —                 | —                 | —                 | —                 | —                 | —                 | —                 | —                  | 1x zlatá deska (FIMI)                                                          | —                                   |
| "Dorado" (feat. Sfera Ebbasta & Feid)                                   | 2020 | 10                | —                 | —                 | —                 | 22                | —                 | —                 | —                 | —                 | —                 | —                 | —                  | 2x platinová deska (FIMI)                                                      | Ghettolimpo                         |
| "Inuyasha"                                                              | 2021 | 21                | —                 | —                 | —                 | —                 | —                 | —                 | —                 | —                 | —                 | —                 | —                  | 1x platinová deska (FIMI)                                                      | Ghettolimpo                         |
| "Zero"                                                                  | 2021 | 44                | —                 | —                 | —                 | —                 | —                 | —                 | —                 | —                 | —                 | —                 | —                  | —                                                                              | Ghettolimpo                         |
| "Klan" (feat. Dardust)                                                  | 2021 | 42                | —                 | —                 | —                 | —                 | —                 | —                 | —                 | —                 | —                 | —                 | —                  | 1x zlatá deska (FIMI)                                                          | Ghettolimpo                         |
| "Rubini" (feat. Elisa)                                                  | 2021 | 31                | —                 | —                 | —                 | —                 | —                 | —                 | —                 | —                 | —                 | —                 | —                  | 1x zlatá deska (FIMI)                                                          | Ghettolimpo                         |
| "Brividi" (feat. Blanco)                                                | 2022 | 1                 | —                 | —                 | —                 | —                 | —                 | —                 | —                 | —                 | —                 | 24                | —                  | —                                                                              | —                                   |

### Videoklipy
| Singl                                                             | Rok  | Režisér              |
| ----------------------------------------------------------------- | ---- | -------------------- |
| "Fallin' Rain"                                                    | 2013 | Davide Dadez Sala    |
| "Dimentica"                                                       | 2016 | Andrea Mattia Grieco |
| "Pesos"                                                           | 2017 | Martina Pastori      |
| "Uramaki"                                                         | 2018 | Martina Pastori      |
| "Milano Good Vibes"                                               | 2018 | Attilio Cusani       |
| "Gioventù bruciata"                                               | 2018 | Attilio Cusani       |
| "Soldi"                                                           | 2019 | Attilio Cusani       |
| "Calipso" (Charlie Charles, Dardust, Sfera Ebbasta & Fabri Fibra) | 2019 | Attilio Cusani       |
| "Barrio"                                                          | 2019 | Attilio Cusani       |
| "Rapide"                                                          | 2020 | Attilio Cusani       |
| "Moonlight popolare"                                              | 2020 | Martina Pastori      |
| "Dorado"                                                          | 2020 | Attilio Cusani       |
| "Inuyasha"                                                        | 2021 | Simone Rovellini     |
| "Klan"                                                            | 2021 | Attilio Cusani       |
| "Kobra"                                                           | 2021 | Attilio Cusani       |
| "Brividi" (Blanco)                                                |      | Attilio Cusani       |